# Revolución libero-conservadora de 1912
Revolución libero-conservadora de 1912 también mal llamada Guerra de Mena fue un conflicto político y militar que se desencadenó en Nicaragua como culminación de la ruptura de la alianza conservadora posterior a la caída del poder de José Santos Zelaya y sus sucesores José Madriz Rodríguez y Juan José Estrada Morales. El detonante fue la destitución el 29 de julio de 1912 del General Luis Mena Vado como ministro de Guerra por el presidente Adolfo Díaz Recinos y el nombramiento como jefe del ejército del General Emiliano Chamorro Vargas. Mena había sido designado Presidente de Nicaragua para el período 1913-1917 por la Asamblea Constituyente. Esta contienda se daría por terminada el 6 de octubre de 1912 con la caída del último bastión revolucionario liberal en León.

## Antecedentes
Con el éxito de la alianza conservadora contrarrevolucionaria, el expresidente Juan José Estrada Morales y su viceministro de Guerra José María Moncada, ambos liberales, son desterrados de Nicaragua. Adolfo Díaz asume la presidencia de Nicaragua el 9 de mayo de 1911 mientras el general Luis Mena Vado es su ministro de Guerra.
El 30 de mayo, estalla el arsenal de "La Loma", en Managua. Al menos 60 personas murieron producto de la explosión y toda la munición fue destruida. Díaz y Mena acusan a los liberales de organizar un complot, pero estos lo niegan rotundamente. 
El 1 de junio, Julián Irías y Rodolfo Espinoza, exministros en el gobierno de José Santos Zelaya, son señalados de estar organizando una invasión desde Honduras. Estados Unidos envía el barco de guerra, "Eureka", lleno de armas y municiones para evitar cualquier movimiento armado. Zelaya desde La Habana, Cuba, llama a un levantamiento contra el gobierno conservador de Díaz quien, ante el aumento de la actividad política liberal, ordena el arresto de todos los liberales prominentes que se encontraban en el país, y su posterior destierro.
El 2 de junio, estalla el arsenal de la ciudad de Bluefields. Díaz solicita inmediatamente al gobierno de Estados Unidos, barcos de guerra para vigilar las costas de Nicaragua, a fin de evitar que la "anarquía liberal" introduzca armas y deponga su gobierno. El barco "Yorktown" atraca en Corinto (en el Pacífico) y el "Mariotta" frente a Bluefields (en el Atlántico) para proteger las vidas y las propiedades de los ciudadanos estadounidenses. 

### Convención Knox-Castrillo
El 6 de junio, se firma la Convención Knox-Castrillo que confirma las estipulaciones de los Pactos Dawson. Estados Unidos se comprometen a otorgar un préstamo por 15 millones de dólares para mejorar la economía nicaragüense. Sin embargo, el 21 de junio, el Senado estadounidense rechazaba dicha Convención. Nicaragua se queda sin dinero y se ve obligada a firmar con los banqueros estadounidenses, en septiembre de 1911, un empréstito de solo un millón y medio de dólares.

### Asamblea Constituyente
El 7 de octubre, se instala una Asamblea Constituyente cuyos resultados futuros confirman el control político del general Mena sobre el acontecer nacional. En enero de 1912, la Asamblea Constituyente elige al general Mena como Presidente de la República para el período del 1 de enero de 1913 al 1 de enero de 1917.
Díaz, incapaz de contener a su adversario político, en diciembre de 1911, había escrito al encargado de negocios estadounidense, una carta para ser trasmitida al secretario de Estado, Knox, pidiendo la concertación de un tratado entre Estados Unidos y Nicaragua, que colocara a Nicaragua en una situación semejante a la de Cuba bajo la Enmienda Platt con el fin de asegurarse su predominancia política sobre Mena. 
Entre tanto, la Asamblea Constituyente continúa elaborando el proyecto de Constitución que no satisfacía a cabalidad a Estados Unidos, puesto que imponía limitaciones a las actividades lucrativas de las compañías extranjeras. El artículo 2 decía:
"no se podrá celebrar pactos o tratados que se opongan a la independencia e integridad de la Nación, o que afecten de algún modo su soberanía."
Mientras que el artículo 55 establecía: 
"Sólo el Congreso puede decretar empréstitos o imponer contribuciones directas o indirectas, y sin su autorización se prohíbe a toda autoridad decretar aquellos o imponer estos, salvo las excepciones que establece la Constitución."
A pesar de la intervención del encargado de negocios estadounidense, que pretendía que la promulgación de la Constitución se postergara, la Asamblea Constituyente decidió promulgar la Constitución por un decreto que señalaba:
"Que la interposición del Encargado de Negocios de Estados Unidos conlleva intrínsecamente un insulto a la soberanía nacional y al honor de la Asamblea."
El Departamento de Estado, a pesar de las observaciones de su ministro en Nicaragua, dejó que la Constitución pasara. Aceptarla, no suponía cumplirla. Estados Unidos seguían desarrollando su Plan Dawson en Nicaragua, con o en contra la Constitución: empréstitos, intervenciones y complots. Todo se haría sin respetar las nuevas disposiciones constitucionales. Para los estadounidenses estaba claro, a partir de ese momento, que Mena sería un estorbo a sus planes y que tenían que eliminarlo del poder.

### Ruptura de la alianza conservadora
Las agitaciones políticas en contra el ministro de Guerra y Presidente designado: Luis Mena eran alentadas abiertamente por Adolfo Díaz y Emiliano Chamorro. Díaz había permitido el regreso de Chamorro para que lo ayudara a conspirar en contra de Mena. 
La alianza conservadora contrarrevolucionaria continúa resquebrajándose con la difusión de los Pactos Dawson, al salir a luz una copia, presumiblemente facilitada por Mena. Los liberales se encargaron de reproducirla, causando un efecto que aisló aún más a Díaz y a Chamorro de la población. Al mismo tiempo, se da un resurgimiento de las actividades políticas de los liberales y corre el rumor de un golpe de Estado por parte de estos. 
El 29 de julio de 1912, el presidente Díaz suspendió el poder del General Mena, destituyéndolo como ministro de Guerra y nombrando Jefe del Ejército al General Chamorro.

## Revolución libero-conservadora
Mena respondió de inmediato llamando a un levantamiento armado contra el gobierno de Díaz, iniciando la mal llamada "Guerra de Mena". Los fuegos se rompieron el mismo 29 entre el Campo de Marte, la Loma de Tiscapa y el cuartel El Hormiguero. Apoderándose del tren, Mena se trasladó a Granada donde organizó su ejército con el armamento almacenado allí, que en parte fue enviado a Masaya y a León vía lacustre.
Los liberales no tardaron en incorporarse a esta Revolución. Estos visualizaron que el fraccionamiento de los conservadores les podía permitir un resurgimiento político y que dentro de la coyuntura que se presentaba, la fracción de Mena representaba una tendencia menos derechista y más nacionalista, a la que, correctamente, apoyaron.

## Campaña de oriente

### Toma de Masaya
De Granada partieron hacia Masaya, que fue tomada sin resistencia. Un destacamento del ejército revolucionario comandado por el General Calixto Talavera fue enviado a operar sobre Tipitapa donde el 1 de agosto sufre una derrota ante las tropas al mando del General conservador Agustín Bolaños Chamorro, esta derrota revolucionaria es revertida el 2 de agosto con la toma de Tipitapa por fuerzas lideradas por el General Benjamín Zeledón. Díaz el 3 de agosto pedía la intervención armada al Ministro estadounidense George Thomas Weitzel.
Mena pensaba que la situación podía definirse rápidamente, que una victoria en la Capital le daría el triunfo total, y dispuso marchar sobre Managua.

### Toma de Jinotepe
Otro escenario de operaciones se dio en Jinotepe y alrededores como Santa Teresa, con victorias revolucionarias de los generales liberales Marcelo Castañeda y Horacio Portocarrero, que resultaron heridos. 

### Sitio a Managua
El ejército que marchó sobre Managua se componía de unos 1.200 hombres al mando supremo del General Benjamín Zeledón. 
El ataque se inició el 5 de agosto con un feroz y prolongado bombardeo sobre la capital. 
La línea de fuego se extendía desde la "Quinta Nina", pasando por "Chico Pelón" hasta la Loma de Tiscapa. 
La defensa de la capital es encomendada al general Chamorro jefe del ejército conservador.
El ataque riguroso y metódico dura tres días consecutivos, produciendo grandes estragos pero la línea de fuego permanece inmóvil, los atacantes no pueden avanzar y al cuarto día Zeledón sabiendo a sus tropas desgastadas y cansadas decide el regreso a Masaya para reorganizar sus fuerzas, antes de ponerlas nuevamente en pie de lucha. 

### Desbande conservador
La resistencia y la defensa encarnizada de Managua provocó un desbande entre los conservadores que estaban bajo las órdenes de Zeledón, 
ya que ellos pensaban que la contienda militar se terminaría rápidamente y sin mayores dificultades. Así la guerra quedó planteada entre conservadores seguidores de Díaz y Chamorro, 
y liberales que encabezaba el general Zeledón.

## Campaña de occidente
Al mismo tiempo, en el occidente de Nicaragua, en León los ánimos se enardecían y los propósitos bélicos de los liberales eran evidentes.

### Defensa y toma de León
El experimentado General hondureño Juan Manuel Durón, fue enviado por el gobierno a esa ciudad con una columna de 1000 constabularios para sofocar el levantamiento revolucionario, pero desconocía que desde Granada vía Tipitapa y por el lago Xolotlán había llegado a León el primer cargamento de armas conducido por el Doctor Escolástico Lara, que entregó 150 rifles y gran lote de parque. 
Los leoneses tenían además su propio, aunque limitado, armamento. Otro importante envío de 400 rifles y 400.000 municiones, arribó por carretas jaladas por bueyes, desde Jinotepe, la noche del 16 de agosto, a la finca "El Cocal". Las bombas de fabricación casera estuvieron controladas por el Coronel Abraham Ocón. 
La toma de León se inició con el alba del día 17 de agosto por los barrios de la ciudad y en el Coyolar se dio un intenso combate.
Como el general Durón tenía el grueso de sus hombres y cuartel general en la Casa Schubert y alrededores con francotiradores sobre los árboles, tejados más otros sitios estratégicos, el Coronel Rafael Ramírez Delgado con sus hombres llegó a la casa del doctor Alfonso Ayón, desde donde fueron abriendo boquetes en las paredes a manera de túneles para ir eliminado a los francotiradores hasta llegar a la clínica del doctor Desiderio Pallais Bermúdez, localizada en la esquina opuesta al cuartel, que fue atacado con bombas manejadas por Simodocea Duarte Barreto, esposa del General Celio Barreto Guerrero e hija del doctor y exministro Agustín Duarte Barreto y Francisca Barreto Herdocia. 
La estrategia determinante consistió en acorralar el centro de la ciudad, donde estaban las tropas cachurecas de Durán, esto resultó efectivo antes del desbande de las tropas de Durón que eventualmente cayó muerto, junto con su mula.
Otro enfrentamiento sangriento se dio entre el Seminario San Ramón y la Catedral, controlada por tropas leales al gobierno. La gesta fue del pueblo leonés, sin conductor oficial alguno. El coraje y cobro por la matanza impune de civiles decretaron la victoria revolucionaria.
Al atardecer se organizó el poder civil y militar encabezado por el Doctor Leonardo Argüello Barreto como delegado ejecutivo de Occidente; jefe político, doctor escolástico Lara y director de Policía, doctor Salvador Delgadillo. Quedó como comandante en jefe el general Fernando María Rivas; como comandante general de Armas y jefe de Plaza el general Celio Barreto Guerrero; inspector de Armas el coronel Gustavo Abaunza; jefes expedicionarios el general Narciso Argüello Escobar y el mayor general doctor Toribio Argüello Escobar. Los hermanos Toribio, Narciso, Luis y Hernán Argüello Escobar, que lucharon con acierto, eran hijos del conocido político liberal Narciso Argüello Barreto e Inés Cecilia Escobar Coronel. 
Al día siguiente de la toma de la ciudad llegó un poderoso ejército conservador comandado por los generales Fruto Bolaños Chamorro, Roberto Hurtado y los coroneles Lino Martínez y Justo Solís. La defensa de León entonces empezó y se peleó todo el día, la noche, hasta el día siguiente 19, cuando al mediodía el general Roberto Hurtado fue desalojado del Fortín de Asosasco, que previamente había tomado. Combates encarnizados se dieron en el Convento del Coyolar y Guadalupe, y por las entradas a la ciudad. Vencidos los conservadores fueron acosados en su retirada hasta La Ceiba. Las pérdidas humanas en ambos bandos resultaron tan grandes como en la toma.
A los pocos días, las fuerzas revolucionarias de León avanzaron hacia Chinandega.

### Toma de Chinandega
Promovidos por los triunfos, salieron por tren de León a Chinandega el 24 de agosto al atardecer el General Celio Barreto contando entre sus oficiales a Gustavo Abaunza, Félix Baltodano, Joaquín Aguilar, Apolonio Morales y Benjamín Bolaños, en total 600 hombres, para respaldar al General en Jefe Francisco Baca (hijo) en su lucha contra el General conservador Perfecto Tijerino Vaca, que controlaba la plaza. 
Después del encuentro final sucedido alrededor de la Iglesia El Calvario y por instancias del doctor Toribio Tijerino Navarro, padre de Prefecto, se gestó la rendición a primeras horas de la noche. 
Las autoridades quedaron conformadas así: Jefe Militar, doctor y general Francisco Baca; Jefe Político, César Peñalba. Asesores: coronel Renato Montealegre, doctor Juan R. Salinas, Issac Montealegre G., Gabriel Rivas, Francisco Martínez y J. Andrés Anduray.

## Campaña neosegoviana
El 7 de septiembre en Las Segovias, San Juan de Limay fue tomado por el General liberal Miguel Sobalvarro. 
Simultáneamente las ciudades de Estelí y Somoto quedaron bajo dominio liberal por las acciones de los generales Paulino Montenegro y Alfonso Valle, sumándose a El Sauce.
A mediados de septiembre, la Revolución parecía sólida, a pesar del bloqueo a Masaya y de recios combates en las cercanías de la capital. 

## Intervención estadounidense
El panorama había cambiado rápidamente: 
- Estaban bajo control revolucionario las ciudades de Granada, Masaya y Jinotepe en el oriente; León y Chinandega en el occidente; Estelí y Somoto en el norte; y se iniciaba un ascenso político liberal que ponía al alcance de su mano el triunfo.
- El ferrocarril lo controlaban las fuerzas revolucionarias.
- El gobierno de Díaz se tambaleaba. La única ciudad en la que tenía un control efectivo era Managua.

Ante este panorama, Díaz actúa y de inmediato solicita la Intervención armada de los Estados Unidos, obteniendo que el 1 de septiembre de 1912, desembarquen en el puerto de Corinto 1500 marines para evitar la caída de Díaz y el fracaso de la estrategia estadounidense para implementar la política de la «diplomacia del dólar» en Nicaragua.

## Consecuencias
Las fuerzas combinadas de los Marines y constabularios nicaragüenses lograron detener el avance de las fuerzas revolucionarias,
primero en el occidente donde los jefes militares liberales optaron no enfrentarlos. 
En Jinotepe, el 3 de octubre, a pesar de la muerte del general conservador Asunción Masís, ese mismo día el Delegado Ejecutivo Liberal Doctor Segundo Albino Román y Reyes, vencido tuvo que entregar la ciudad a las tropas estadounidenses y conservadoras. 
Únicamente Zeledón les hizo resistencia en Masaya, para la defensa de la ciudad atrincheró a sus hombres en los cerros "El Coyotepe" y "La Barranca". La batalla decisiva se produjo entre el 3 y 4 de octubre, Zeledón cayó abatido y sin líder las fuerzas revolucionarias fueron aniquiladas.
Fueron 70 días de guerra civil que provocó la destrucción de las cosechas y pérdidas económicas en el orden de dos millones de dólares, que representaba más del 50 % de lo que Nicaragua recibió en ese año, debido a que: 
- Se paralizó el comercio exterior durante cuatro meses.
- Los peones, cuyo trabajo se necesitaba en las haciendas, fueron reclutados para servir en los ejércitos contendientes.
- Los caballos, bueyes y otras bestias de carga y ganado fueron tomados para las fuerzas militares, privando a la agricultura de animales de trabajo.
- Muchos establecimientos comerciales y haciendas fueron saqueados.
- Igualmente perjudicial para la situación económica y comercial del país fue la pérdida casi total de la estabilidad y la confianza a causa de la guerra.

Adolfo Díaz Recinos asume la Presidencia de Nicaragua el 1 de enero de 1913, para el período que vence el 1 de enero de 1917. Sin ningún rival que le hiciera sombra y con el apoyo estadounidense, Díaz entregará el país a las compañías extranjeras a través del cumplimiento fiel de los Pactos Dawson. 
Mientras tanto, Emiliano Chamorro Vargas, quien escapó del cerco en Tisma el 2 de octubre ante el empuje del General Alfonso Valle Candía, fue nombrado Ministro de Nicaragua en Estados Unidos, y buscó mejorar su imagen en Washington y mostrar su fidelidad proestadounidense para asegurarse la presidencia de Nicaragua en el siguiente período de 1917-1921.
Luis Mena Vado con su rendición y exilio en Panamá, selló su muerte política y sus descendientes dejaron el bando conservador para militar en el bando liberal.